# Manus Boonjumnong
Manus Boonjumnong (in thailandese มนัส บุญจำนงค์; Ratchaburi, 23 giugno 1980) è un pugile thailandese.

## Palmarès
- Olimpiadi

Atene 2004: oro nei pesi welter leggeri.
Pechino 2008: argenti nei pesi welter leggeri.
- Mondiali - Dilettanti

Bangkok 2003: bronzo nei pesi welter leggeri.
- Giochi asiatici

Doha 2006: oro nei pesi welter leggeri.